# Pleito Tabera - Fonseca

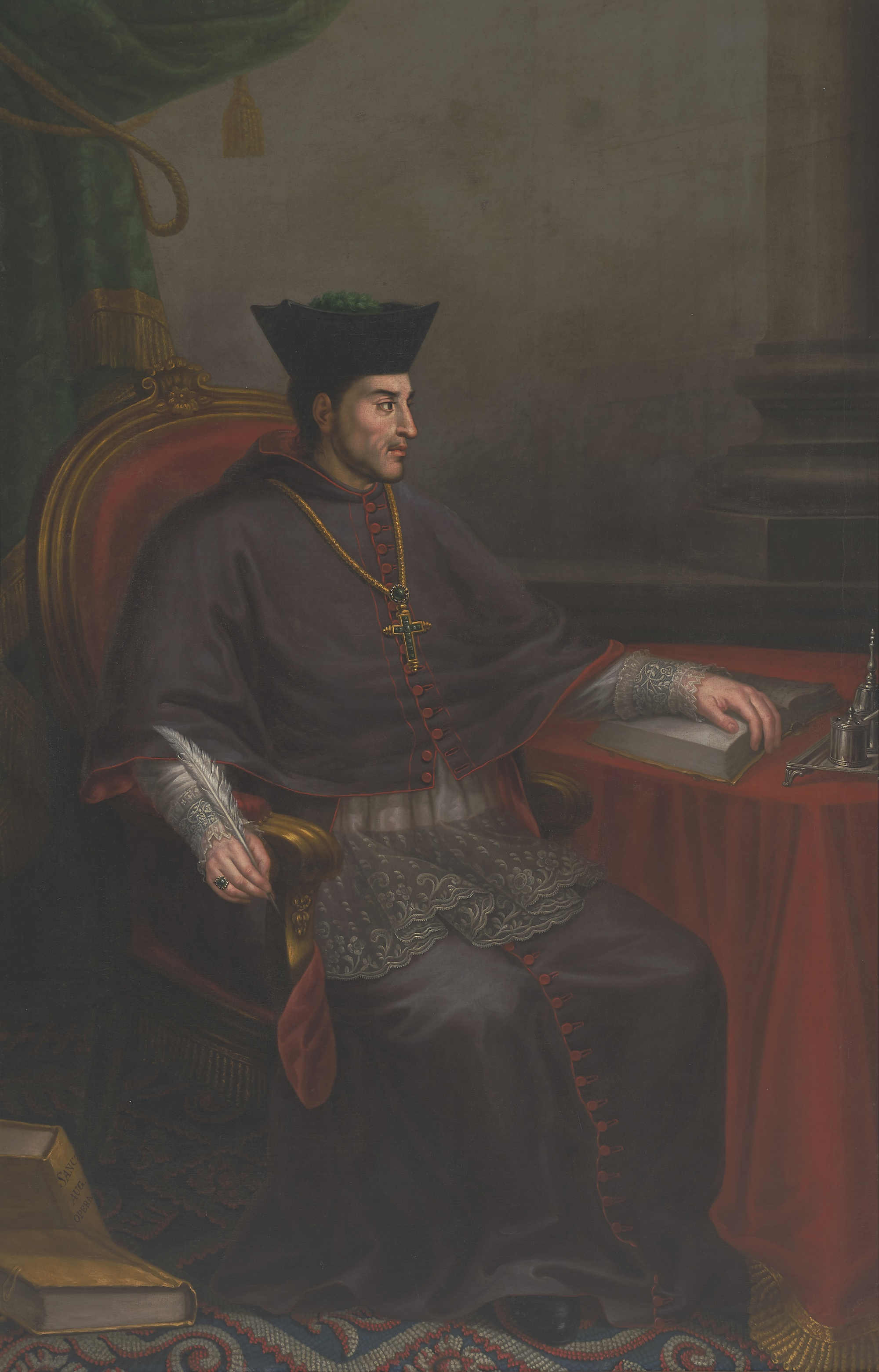
Alonso III de Fonseca.

El Pleito Tabera - Fonseca fue un arbitraje o concordia que tuvo lugar entre el arzobispo de Compostela y después de Toledo Alonso III de Fonseca y su sucesor en el cargo Juan Pardo de Tabera.
Su importancia radica en que se trata de una fuente documental fundamental para el conocimiento del patrimonio del arzobispado en los siglos XV y XVI, de los hechos relacionados con las revueltas irmandiñas y los conflictos señoriales del convulso siglo XV gallego.

## Descubrimiento

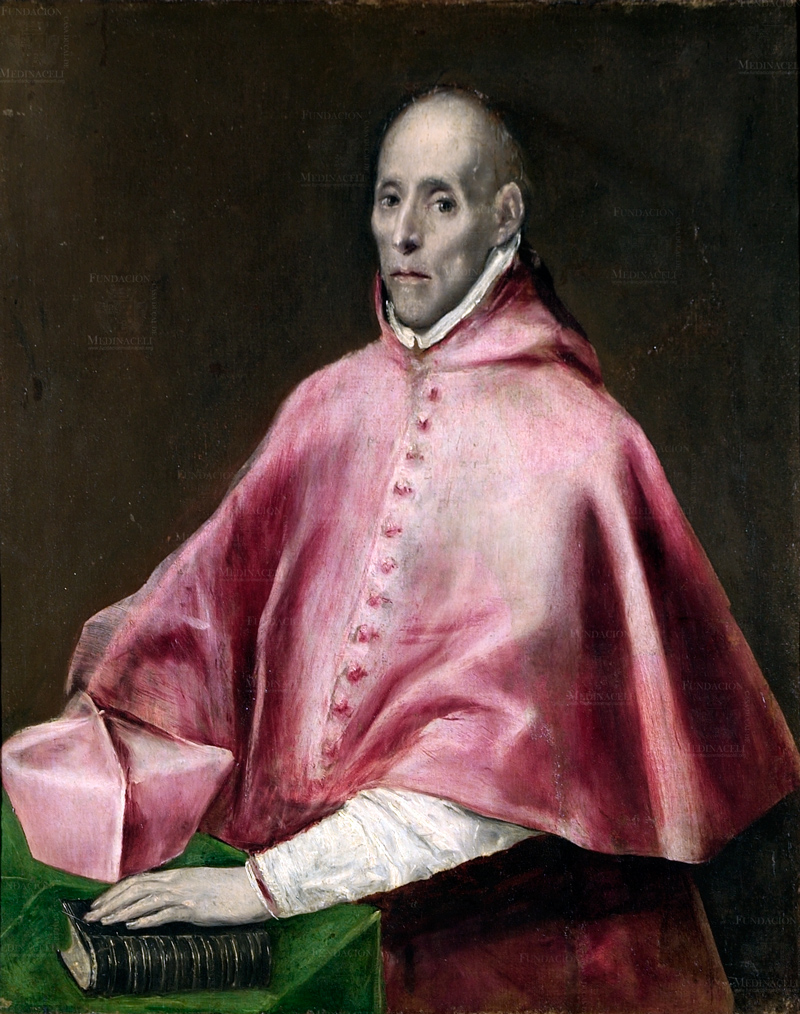
El cardenal Tavera pintado por El Greco.

La primera referencia de su existencia la encontramos de la mano de Bernardo Barreiro de Vázquez Varela, que en diciembre de 1889, en la publicación "Galicia diplomática IV", dio a conocer la existencia de unos pocos pliegos (17) guardados en el monasterio de San Martín Pinario.
Se tuvo que esperar hasta el año 1922 para el descubrimiento del texto completo, cuando el archivero Pablo Pérez Constanti encuentra los atados (atado 46 y 47) en el llamado "Archivo secreto" del Pazo arzobispal.
Desde este momento el texto siguió muchos años siendo una fuente mayoritariamente desconocida y usada de manera marginal por unos pocos historiadores. Esta situación mudó gracias a la labor de transcripción del texto llevada a cabo por Ángel Rodríguez González (profesor de la Universidad de Santiago de Compostela, archivero del ayuntamiento de Santiago y director de la Sección de Historia del Instituto Padre Sarmiento de Estudios Gallegos) y con su publicación en el año 1984.

## Origen y objeto del Pleito
Con el nombramiento, el 26 de abril de 1524, de Alonso III de Fonseca como prelado de Toledo, ocupó su anterior cargo como arzobispo de Santiago Juan Tabera desde el 12 de octubre del mismo año.
Al poco tiempo, el 26 de diciembre de 1525 el joven arzobispo le reclamó a Fonseca diez millones de maravedís como indemnización por los daños sufridos en los castillos y casas pertenecientes a la mitra compostelana durante los gobiernos de Alonso II de Fonseca y del propio Alonso III; estos daños fueron consecuencia de las revueltas irmandiñas, y de los enfrentamientos de Alonso II con sus enemigos señoriales y el posterior descuido de los dos Fonsecas al no arreglar lo dañado a diferencia de lo que sí habían hecho muchos señores gallegos en esas fechas.

## Desarrollo
Los letrados Simón Rodríguez (por parte de Fonseca) y Juan Bernal (por la de Tabera) y el Licenciado Santiago del Consejo del Rey arbitraron el litigio, y los arquitectos Juan de Álava y Juan Gil el Joven, los maestros canteros Joaquín de Auñón y Pedro de Muros, auditaron el estado de los bienes del arzobispado santiagués.
Declararon en él personas de todas las clases sociales y edades, que ofrecieron datos y hechos solo conocidos a través de esta fuente, además de descripciones de edificios hoy en día ya desaparecidos y referencias a las leyendas y mitos relacionados con los hechos y enclaves de la época.
El idioma usado fue el castellano, pero el gallego rezuma en todo el fondo del documento.
El 28 de enero del año 1534 el arzobispo Fonseca se reafirma en su posición inicial pero acepta hacer el pago de 200.000 maravedís.
Este pago no se llegaría a realizar ya que Fonseca muere el 4 de febrero de ese mismo año. Juan Tabera fue presentado para ocupar la sede toledana que deja vacante por lo que las diferencias habidas en el pagado se desvanecen definitivamente.

## Estructura de los documentos
Se ordena en dos atados:
- El atado 47, que consta de 6 piezas y 524 folios en los que se contienen los textos originales.
- El atado 46, que consta de 1610 folios y es copia del anterior, y en el que faltan partes de dos de las piezas. Es una copia encuadernada hecha en el año 1589 por el notario Jácome Garica por orden del arzobispo San Clemente.

Las seis piezas tienen la siguiente estructura:
1- Comienzo de probanzas, designio de jueces árbitros, concordias, prórrogas y nombramiento de procuradores.
2- Trámites y declaraciones.
3- Nombramiento de procuradores y designación de testigos.
4- Declaraciones de testigos presentadas por Tabera (presentó un total de 87).
5- Declaraciones de testigos presentadas por Fonseca (presentó un total de 96).
6- Tasa pericial de los daños sufridos por las fortalezas y casas.